# Callibracon elegans
Callibracon elegans är en stekelart som först beskrevs av Gyöö Viktor Szépligeti 1901.  Callibracon elegans ingår i släktet Callibracon och familjen bracksteklar. Inga underarter finns listade.